# Espaço de Lindelöf
Em matemática um espaço de Lindelöf é um espaço topológico que satisfaz a seguinte propriedade: toda cobertura aberta possui uma subcobertura enumerável. Essa definição é uma generalização do conceito de compacidade.

## Propriedades
- Todo subespaço fechado de um espaço de Lindelöf é também de Lindelöf.
- O produto de um compacto por um Lindelöf é também Lindelöf.
- O produto de dois Lindelöf não necessariamente é Lindelöf.

## Exemplos
- Qualquer espaço compacto.
- {\displaystyle \mathbb {R} ^{n}} para qualquer número natural {\displaystyle n}.